# Szvetlana Konsztantyinovna Kolesznyicsenko
Szvetlana Konsztantyinovna Kolesznyicsenko (Oroszország, Gatcsina, 1993. szeptember 20. –) olimpiai, tizenhétszeres világ- és nyolcszoros Európa-bajnok orosz szinkronúszó.

## Sportpályafutása
A 2011-es, a 2013-as és a 2015-ös úszó-világbajnokságokon három világbajnoki címet szerzett. A 2017-es úszó-világbajnokságon, Budapesten négy világbajnoki aranyérmet nyert.
A 2014-es és a 2016-os, úszó-Európa-bajnokságon két-két aranyérmet nyert.
A 2016. évi nyári olimpiai játékokon, Rio de Janeiróban egy olimpiai bajnoki címet szerzett.
A 2013. évi nyári universiadén két aranyérmet nyert.